# Ильинская церковь (Чернигов)
Ильи́нская це́рковь (укр. Іллі́нська це́рква) — недействующий православный храм в Чернигове, построенный в XI—XII веках. Входит в ансамбль Троицко-Ильинского монастыря на склоне Болдиных гор. Это единственный уцелевший на Украине однонефный храм времён Киевской Руси.

## История
Церковь была построена в XII веке (хотя в летописях не упоминается время строительства храма) возле входа в Антониевы пещеры, вместе с которыми она положила начало Ильинскому монастырю. Сперва выполняла функции баптистерия и принадлежала к редкому типу для приднепровской архитектуры — была трёхдольной, однобанной, миниатюрных размеров, состояла из прямоугольных бабинца и нефа, полукруглой аспиды. С запада к бабинцу прилегал небольшой притвор.
Во время монгольского нашествия в XIII веке Ильинская церковь была в значительной мере разрушена и лишь в XVI веке она была восстановлена и достроена — церковные стены были увенчаны карнизом, над апсидой и бабинцом соорудили небольшие пристройки, а с восточной стороны пристроили ризницу.
Современный вид Ильинской церкви — результат перестроек XVII—XVIII веков. В 1649 году за средства черниговского полковника Степана Подобайла был разобран притвор и вместо него возведено большое огранённое помещение, расширен бабинец, после чего церковь получила трёхкупольное многоярусное завершение над центральным куполом, разобран купол над старым бабинцем и возведён новый над пристройкой. В результате этих переделок памятник приобрёл черты украинского барокко.
Храму присвоен статус памятника архитектуры национального значения с охранным № 818/1.
С 1967 года Ильинская церковь входит в состав Национально-архитектурного заповедника «Древний Чернигов» в качестве музея. В 1969—1982 годах произведена реставрация церкви по проекту архитектора М. М. Говденка.

## Интерьер
В интерьере церкви доминирует высотный принцип раскрытия внутреннего пространства. Главной особенностью архитектуры является использование элементов византийской крестовокупольной системы с бесстолповой композицией храма, что характерно для деревянного зодчества. Древний декор интерьера утрачен. Не сохранились ни фрески, ни пол из керамических плит. До наших дней дошёл только иконостас 1774 года в стиле рококо, в котором интерпретирован коринфский ордер

## Ильинская икона

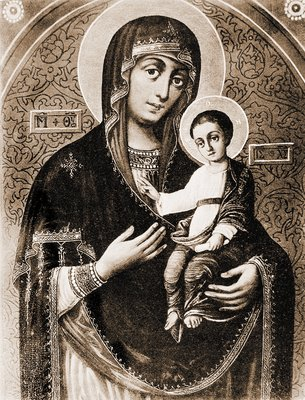
Ильинская икона Божией Матери. 1658 год

Во второй половине XVII века в церкви находилась чудотворная Ильинская икона Божией Матери. Образ был создан в 1658 году монахом Геннадием (Григорием Дубенским). Размеры иконы приблизительно 95 × 65 см. Изображение соответствует иконографическому типу Одигитрия и объединяет византийскую традицию с элементами ренессанса. Образ выполнен на деревянной доске, которая, вероятно, в верхней части была покрыта позолотой. Богоматерь облачена в хитон и мафорий. Младенец, сидящий на её левой руке, облачён в белую рубашку с воротником и поясом, левое плечо и ноги покрывает тёмная верхняя одежда. В левой руке он держит свиток, правой рукой благословляет.
Первоначально икона располагалась в местном ряду иконостаса Ильинской церкви.
С 1662 года почитается как чудотворная. Согласно книге Дмитрия Ростовского «Руно орошенное», «в лето от Рождества Христова 1662, месяца апреля, в монастыру Ильинском, при игумене того ж монастыря отцу Зосиме образ Пречистой и Преблагословенной Девы Марии в церкви от 16 числа до 24 плакал. На сие чудо все люди города Чернигова с многим ужасом смотреша». Дмитрий Ростовский приводит также сведения, что во время нападения на монастырь крымских татар в 1662 году икона осталась невредимой.
Летом 1695 года икона была перенесена в новопостроенный Троицкий собор. В 1786 году в связи с планами создания в Чернигове университета, который должен был располагаться на территории Троицко-Ильинского монастыря, икону передали Успенскому собору Елецкого монастыря. В 1794 году она была возвращена в Троицкий собор. В 1918 году во время пребывания в Чернигове немецких войск икона была утрачена.